# Lonchoptera japonica
Espèce
Lonchoptera japonica est une espèce de diptères de la famille des Lonchopteridae.